# Железничка станица Колари
Железничка станица Колари је једна од железничких станица на прузи Београд—Пожаревац. Налази се насељу Колари. Пруга се наставља у једном смеру ка Малој Крсни и другом према Водњу. Железничка станица Колари се састоји из 3 колосека. 